# 에폭시

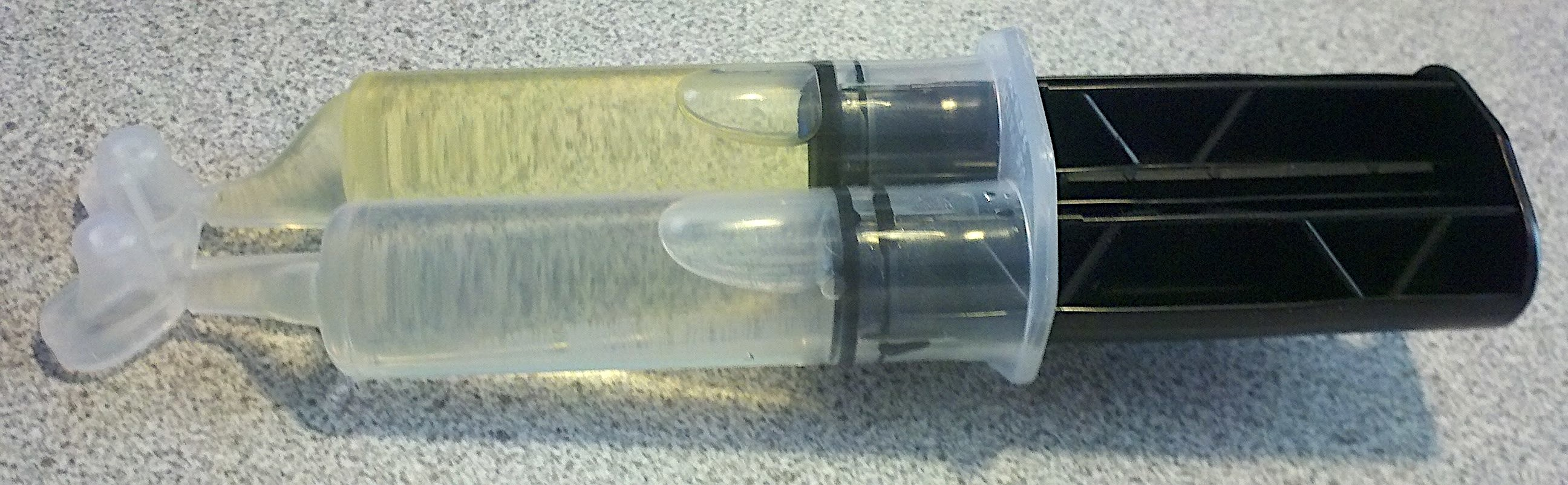
에폭시

에폭시(epoxy) 또는 에폭시 수지는 에폭시드의 구어체 이름이다. 열경화성 플라스틱의 하나로 물과 날씨 변화에 잘 견디고, 빨리 굳으며, 접착력이 강하다. 접착제·강화플라스틱·주형·보호용 코팅 등에 사용한다.
에폭시기(基)가 아민기(基)나 무수(無水) 카르본산과 반응하기 쉬운 것을 이용하여 고분자화시킨 것으로서, 그 대표적인 것으로는 비스페놀 A와 에피클로로히드린의 선상축합물(線狀縮合物)이 있다. 이것은 위와 같은 모노머에 유기(有機)아민과 같은 경화제를 작용시켜 성상화합물 사이에 가교를 만들어 고분자화한 것이다. 에폭시는 기계적인 강도·내수성·전기적 특성 등이 뛰어나지만, 그 밖에 경화할 때 줄지 않는 것과 접착성이 매우 크다는 점에서 주형품(注型品)이나 적층판(積層板)으로, 또한 접착제로 쓰이고 있다.

## 보호용 코팅재로 사용

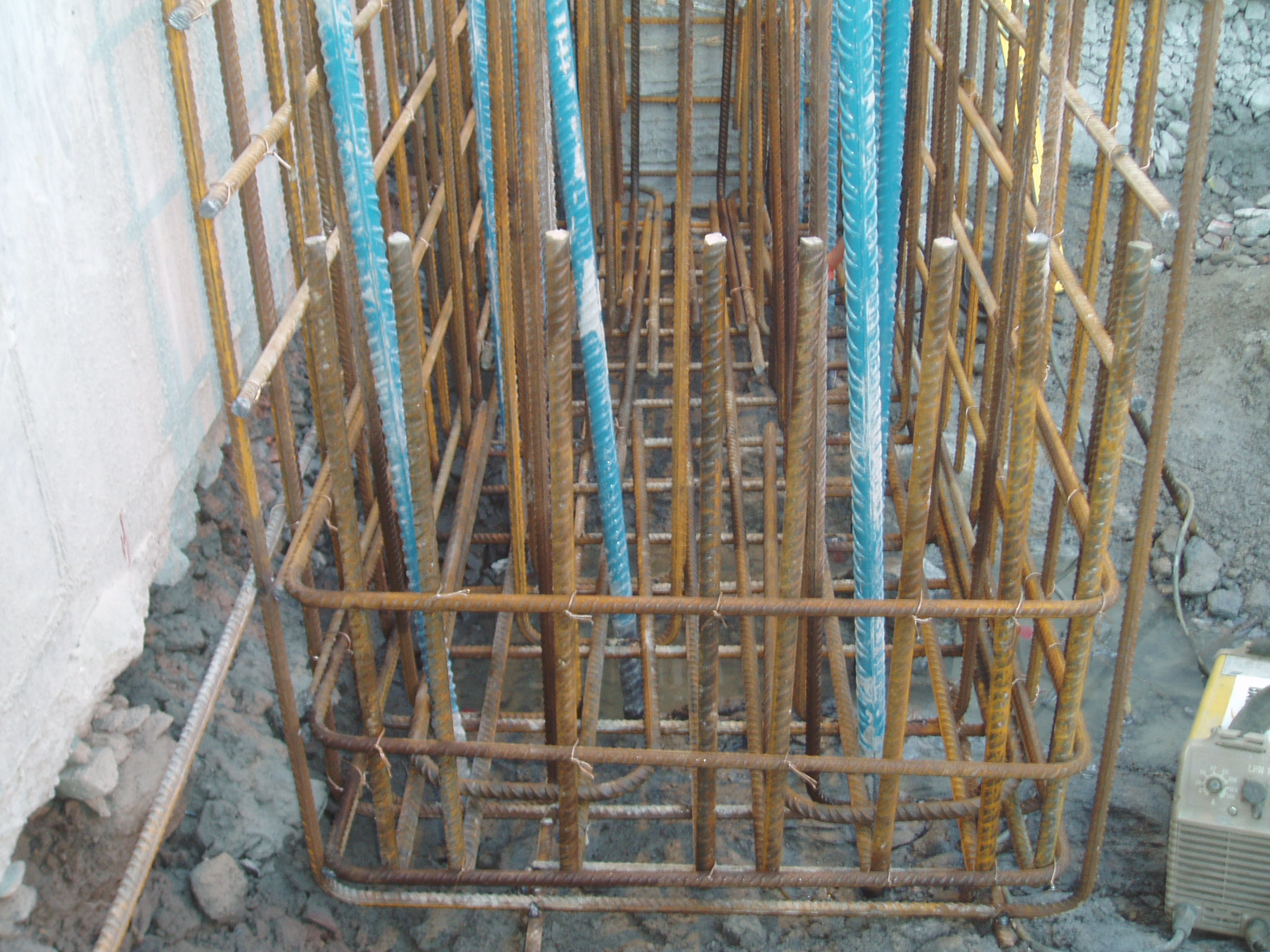
에폭시 도막된 철근

철근 콘크리트 구조물을 만들 때 철근에 에폭시를 코팅재로 사용한다. 에폭시를 사용함으로써 얻는 장점은 철근의 부식을 막을 수 있다는 점이다. 철근은 콘크리트에서 뽑혀나오지 않도록 해야하는데, 뽑히지 않도록 하는 방법 중에 대표적인 것이 '정착 길이'를 주는 것이다. 간단히 말해서 철근을 콘크리트 내에 좀더 길게 묻히도록 만듦으로써 철근과 콘크리트 사이의 마찰 등에 의해 철근이 쉽게 뽑히지 않도록 만든다. 에폭시를 사용하는 것의 단점은 정착길이를 더 주어야 안전해진다는 것이다. 예컨대 인장력에 저항하는 철근의 경우 계산에 의해 구한 기본정착길이를 ldb라고 할 때, 실제 정착길이 ld는 에폭시를 쓸 때 다음과 같이 증가시켜야 한다.
{\displaystyle l_{d}=\alpha \beta \cdot l_{db}}
- α : 철근 위치에 따른 계수. 단면 상부에 있다면 1.3, 그 외는 1.0
- β : 철근 도막계수
  - 콘크리트 피복두께 3db 미만 또는 철근 순간격 6db 미만인 에폭시 도막철근, 철선은 1.5
  - 기타 에폭시 도막철근, 철선은 1.2
  - 아연도금 철근, 도막되지 않은 철근은 1.0

여기서 db는 철근의 공칭 직경이다. 만약 에폭시 도막철근을 쓰면서, 철근이 구조물 단면의 상부에 있다면 αβ값은 1.7을 초과할 수 없다.

## 독도함
독도함의 비행갑판은 미끄럼 방지 기능을 갖춘 특수 에폭시 수지로 이뤄져 평당 가격만 해도 300여만원이다.
2016년 1월 14일, 한국과학기술연구원(KIST)은 전북분원 복합소재기술연구소 탄소융합소재연구센터 고문주 박사팀이 항공우주 복합소재용 고내열(높은 열에 견디는 것) 수지 제조 원천기술을 개발했다고 밝혔다. 지금까지 항공우주용 고내열 에폭시 수지의 경우는 전량 선진국에서 수입한 고가의 특수 에폭시를 사용해 왔다. 이런 가운데 국내 연구진이 저가의 범용 에폭시 수지에 산화 그래핀 유도체를 첨가해 고내열 성능을 구현하는 데 성공한 것이다.

## 같이 보기
- 플라스틱